# Вяхиревы
Вяхиревы — династия нижегородских купцов XIX века.

## Происхождение
Вяхиревы происходили из крепостных крестьян деревни Борзовки Балахнинского уезда.

## Предпринимательская деятельность
Основатель рода Андрей Андреевич Вяхирев занимался плетением рыболовных сетей, торговлей рогожей, хлебом и корабельным лесом вместе с сыновьями Антипом и Петром. Выстроил пристань на Волге. Сын Антипа Андреевича — Иван Антипович — в 1828 году согласно закону о вольных хлебопашцах выкупился на волю у владельца Борзовки графа В. Г. Орлова-Давыдова и основал близ Борховки канатновязальный завод. Вместе с братьями Василием и Максимом владел ветряной мельницей, кранами для подъёма древесных стволов и тринадцатью судами. Многочисленные отпрыски Ивана Антиповича занимались семейной канатной фабрикой, вели хлебную торговлю, были маклерами Нижегородской ярмарочной биржи, соучредителями страховой компании «Волга», инвесторами нефтяных предприятий В. И. Рагозина.

## Генеалогия
- Вяхирев, Андрей Андреевич (ум. 1816) — основатель рода.
  - Вяхирев, Пётр Андреевич (?—?)
    - Вяхирев, Ефим Петрович (1765—1834)
    - Вяхирев, Трофим Петрович (1766—1839) — торговал хлебом и корабельным лесом, завёл кузницу около семейной пристани в Борзовке.
      - Вяхирев, Пётр Трофимович (род. в 1814)
        - Вяхирев, Иван Петрович (?—?) — балахнинский купец 1-й гильдии, потомственный почётный гражданин, хлеботорговец.
          - Вяхирев, Николай Иванович — прапорщик, служил в 10-м пехотном Новоингермарландском полку, торговал свечами.
            - Вяхирев, Аполлон Николаевич (1883—1933) — русский шахматист, участник всероссийских соревнований, поэт.

  - Вяхирев, Антип Андреевич (?—?)
    - Вяхирев, Максим Антипович (?—?)
    - Вяхирев, Иван Антипович (1780—1859) — балахнинский, позже нижегородский купец, староста Спасского Староярмарочного собора.
      - Вяхирев, Михаил Иванович (1802—1877) — занимался скупкой пеньки в Тамбовской губернии и доставкой её на семейную фабрику.
      - Вяхирев, Флегонт Иванович (?—?) — хлеботорговец, маклер Нижегородской ярмарочной биржи.
      - Вяхирев, Ананий Иванович (?—?) — хлеботорговец, маклер Нижегородской ярмарочной биржи.
      - Вяхирев, Измаил Иванович (1822—1892) — гласный Нижегородской городской думы, староста Спасского Староярмарочного собора, соучредитель страховой компании «Волга», инвестор нефтяных предприятий В. И. Рагозина. Жена — Водовозова, Анастасия Михайловна[3].
        - Вяхирев, Николай Измаилович (ум. в младенчестве)

      - Вяхирев, Семён Иванович (1814—1891) — управлял семейным канатным заводом.
        - Вяхирев, Алексей Семёнович (1849—1920) — управлял семейным делом и нефтеперегонными заводами, основанными В. И. Рагозиным.
          - Вяхирев, Александр Алексеевич (1876—1936) — продал нефтеперегонные заводы товариществу «Братья Нобель». После революции стал директором учётно-ссудного отделения Народного Банка Российской республики в Нижнем Новгороде. В 1918 году арестован и брошен в тюрьму. После тюрьмы уехал в Костромскую губернию. Позже вернулся в Нижний Новгород и выступал с инициативой возрождения в советской России сберегательных касс.

    - Вяхирев, Василий Антипович (1796—1866)
      - Вяхирев, Павел Васильевич (1820—1880) — нижегородский купец 1-й гильдии, совладелец канатного завода, крупный акционер страховой компании «Волга».
        - Вяхирев, Александр Павлович (?—?) — владелец канатного завода в Борзовке, крупный благотворитель, почётный попечитель нижегородского Рождественского приходского училища.